# مجموعه باغ خان
مجموعه باغ خان مربوط به دوره قاجار است و در یزد، بین راه قدیم یزد، تفت واقع شده و این اثر در تاریخ ۱۸ اردیبهشت ۱۳۸۰ با شمارهٔ ثبت ۳۸۰۶ به‌عنوان یکی از آثار ملی ایران به ثبت رسیده است.